# 천황사 대웅전 석가여래삼존불상 및 대좌·수미단
천황사 대웅전 석가여래삼존불상 및 대좌·수미단은 대한민국 전라북도 진안군 정천면에 있다. 2016년 12월 28일 진안군의 향토문화유산(유형) 제21호로 지정되었다.

## 개요
1680년으로 제작시기가 밝혀진 매우 드문 불상자료로, 대좌와 수미단도 동일한 시기에 제작된 것으로 추정되며, 전북 유형문화재 제17호 천황사 대웅전에 소장되어 있다.